# Psychedelic Pill
Psychedelic Pill —en español: Píldora psicodélica— es el trigésimo quinto álbum de estudio del músico canadiense Neil Young, publicado por Reprise Records el 30 de octubre de 2012. Supone el primer álbum de material original con el respaldo del grupo Crazy Horse en nueve años desde la publicación en 2003 de Greendale, así como su segundo trabajo de estudio en apenas seis meses, después de Americana. El álbum, grabado en los estudios personales que Young posee en su rancho de Redwood City, California, incluyó las primeras composiciones del músico tras abandonar el consumo habitual de alcohol y marihuana por recomendación médica.
Debido a la duración de canciones como «Driftin' Back» y «Psychedelic Pill», de 28 y 20 minutos respectivamente, el álbum se publicó como doble disco compacto y triple disco de vinilo, así como en formato de descarga digital y en Blu-Ray con sonido de alta resolución de 24 bits/192 kHz.
Tras su publicación, Psychedelic Pill obtuvo generalmente buenas reseñas de la prensa musical, que lo comparó con trabajos como Rust Never Sleeps y Ragged Glory. Desde el punto de vista comercial, el álbum alcanzó el puesto ocho en la lista estadounidense Billboard 200 y el catorce en la lista de discos más vendidos del Reino Unido. Además, fue nominado al Grammy al mejor álbum de rock en la 56.ª gala de los premios.

## Historia
El álbum comenzó a gestarse durante las sesiones de grabación de Americana, el primer trabajo con Crazy Horse desde la publicación en 2003 de Greendale. Frank "Poncho" Sampedro, guitarrista de Crazy Horse, relató a la revista musical Rolling Stone que animó a Young a ampliar las sesiones mediante jam sessions: «Al final del álbum tocamos todas esas canciones como "Gallows Pole", y no supe hasta el día siguiente que era una versión de Led Zeppelin. Al final de la sesión, le dije: "Neil, es divertido y estamos pasando un buen rato. Pero sería mucho mejor si hacemos algo por lo que somos conocidos, como improvisar". El dijo que no tenía ninguna canción por el estilo, y yo le contesté: "Coge dos acordes y vamos". Comenzamos a tocar una canción con solo dos acordes, y creo que duró casi 30 minutos. Ese fue el principio de otro álbum».
Al igual que Americana, Psychedelic Pill se grabó en los estudios Audio Casa Blanca en Redwood City, California bajo la producción de John Hanlon y en sesiones nocturnas en días de luna llena, siguiendo el precedente de otros trabajos anteriores. Gran parte de las canciones de Psychedelic Pill se estrenaron en directo a lo largo de la gira Alchemy Tour, la primera con Crazy Horse como banda acompañante en ocho años, que comenzó en Albuquerque, Nuevo México el 3 de agosto.
Siguiendo la estela de su predecesor, varias de las canciones fueron publicadas como adelanto previo a la publicación del álbum y acompañadas de videos con material de archivo. El primer sencillo, «Walk Like a Giant», se estrenó a través de la web de Rolling Stone el 25 de septiembre, dos días antes de la publicación de sus memorias, Waging Heavy Peace, e incluye imágenes de archivo de gigantes reales e imaginarios como Pie Grande, Albert Einstein y la bomba atómica. El 9 de octubre, Pitchfork estrenó el video de «Ramada Inn», y una semana después, el diario The Huffington Post estrenó el video de «Twisted Road», ambos con imágenes psicodélicas y material de archivo. 
El 24 de octubre, una semana antes de publicarse, Young ofreció un chat en directo a través de la red social Twitter y permitió una escucha gratuita del álbum en formato streaming.

## Recepción
Tras su publicación, Psychedelic Pill obtuvo críticas mixtas de la prensa musical, con una valoración media de 80 sobre 100 en la web Metacritic. En su crónica para la revista Rolling Stone, David Fricke escribió: «En sus más de noventa minutos, Psychedelic Pill es un viaje furioso: largos temas con púas de guitarra improvisando y a menudo ira surrealista, interrumpidos por breves ráfagas de cálida felicidad. Es un sube y baja extrañamente convincente e incluso el material dulce se enriquece. En el alegre country funk "Born in Ontario", Young admite que escribe "para dar sentido a su rabia interior". Sin embargo, sigue encontrando esperanza. Puede sentirse como el último hippie vivo, pero sigue sonando como un tipo que cree que los sueños no se han hecho realidad».
En la misma línea, Douglas Heselgrave escribió para Paste Magazine: «Psychedelic Pill puede ser el mejor álbum que Neil Young jamás haya hecho con Crazy Horse. Llevará años descubrirlo», mientras que Dan Stubbs otorgó al álbum una calificación de ocho sobre diez estrellas y escribió: «Dos temas, "Ramada Inn" y "Walk Like A Giant", podría estar entre lo mejor de Young». Sin embargo, otros críticos fueron menos generosos: en este sentido, el Chicago Sun Times comentó que «el álbum cuenta con unos pocos momentos brillantes entre numerosos y típicos estruendos y desviaciones aburridas».
Desde el punto de vista comercial, Psychedelic Pill alcanzó el puesto ocho en la lista estadounidense Billboard 200 y el catorce en la lista británica UK Albums Chart, con resultados ligeramente inferiores a los conseguidos meses antes con la publicación de Americana. En Canadá alcanzó el puesto siete, mientras que en otros países de Europa consiguió posiciones moderadas: en las listas de ventas de Noruega alcanzó también el puesto siete y en Países Bajos el puesto once, mientras que en Austria y Suiza llegó a la posición doce.
A finales de 2012, la revista Rolling Stone eligió el álbum como el décimo mejor disco del año, y el tema «Ramada Inn» como la quinta mejor canción del año. Además, fue nominado al Grammy al mejor álbum de rock en la 56.ª gala de los premios.

## Lista de canciones
Todas las canciones escritas y compuestas por Neil Young. 
| Disco uno |                    |          |  |
| N.º       | Título             | Duración |  |
| 1.        | «Driftin' Back»    | 27:36    |  |
| 2.        | «Psychedelic Pill» | 3:26     |  |
| 3.        | «Ramada Inn»       | 16:49    |  |
| 4.        | «Born in Ontario»  | 3:49     |  |

| Disco dos |                                    |          |  |
| N.º       | Título                             | Duración |  |
| 1.        | «Twisted Road»                     | 3:28     |  |
| 2.        | «She's Always Dancing»             | 8:33     |  |
| 3.        | «For the Love of Man»              | 4:13     |  |
| 4.        | «Walk Like a Giant»                | 16:27    |  |
| 5.        | «Psychedelic Pill» (Alternate Mix) | 3:32     |  |
| 1:27:41   |                                    |          |  |

## Personal
| Crazy Horse - Neil Young: voz, guitarra, pump organ y silbido. - Frank "Poncho" Sampedro: guitarra y coros. - Billy Talbot: bajo y coros. - Ralph Molina: batería y coros. | Otros - Dan Greco: pandereta y campana. - Gary Burden: diseño gráfico - John Hanlon: productor musical e ingeniero de sonido. |

## Posición en listas
| País              | Lista                     | Posición |
| ----------------- | ------------------------- | -------- |
| Austria           | Ö3 Austria Top 40         | 12       |
| Australia         | ARIA Albums Chart         | 28       |
| Bélgica (Flandes) | Ultratop 200 Albums       | 27       |
| Bélgica (Valonia) | Ultratop 200 Albums       | 91       |
| Canadá            | Canadian Albums Chart     | 7        |
| Estados Unidos    | Billboard 200             | 8        |
| Finlandia         | Top 50 Albums             | 18       |
| Noruega           | VG-lista Albums Chart     | 7        |
| Nueva Zelanda     | New Zealand Music Chart   | 20       |
| Países Bajos      | Mega Album Tol 100        | 11       |
| Suiza             | Hit Parade Albums Top 100 | 12       |